# Morlens
Morlens est une localité et une ancienne commune suisse du canton de Fribourg, située dans le district de la Glâne.

## Histoire
Si des traces archéologiques remontant à la civilisation de Hallstatt ont été découvertes près du village, celui-ci est référencé depuis 996 comme chef-lieu d'une paroisse fribourgeoise fondée entre le VIIe siècle et le IXe siècle ; il appartient alors à l'abbaye de Saint-Maurice d'Agaune avant de passer sous le contrôle de la ville de Fribourg et d'être incorporé dans le bailliage de Rue. En 1789, le village (ainsi que les fermes isolées aux alentours) est érigé en commune et fait partie du district de Rue jusqu'en 1848, puis de celui de la Glâne.
Le 1er janvier 1991, la commune est incorporée dans celle de Vuarmarens qui, à son tour, fusionnera dans la commune d'Ursy en 2012.

## Patrimoine bâti
La chapelle actuelle est le chœur de l'ancienne église. Elle est dédiée à saint Maurice et à saint Médard. Morlens fut l'une des plus anciennes paroisses fribourgeoises, fondée entre le VIIe et le IXe siècles. Reconstruite en 1493 et restaurée en 1678, la chapelle tire son nom de l'abbaye qui possédait le village au Moyen Âge.